# Eichbühler
L'Eichbühler est une race de pigeon domestique originaire de Suisse. C'est un pigeon de couleur élevé comme oiseau d'exposition.

## Présentation
La race est créée au milieu du XIXe siècle dans le canton de Berne en Suisse en croisant une race d'Europe de l'Est avec des pigeons huppés suisses ou un pigeon suisse unicolore selon les sources. Son nom vient de la ferme où elle est née : Eichbühl,. 
Ce pigeon est reconnaissable à sa tête longue et anguleuse au crâne et au front plats ressemblant à la tête d'un lézard,. Peu de couleurs sont acceptées pour cette race. Reconnue par la Commission européenne des standards pigeons (CESP), elle appartient au groupe des pigeons de couleur.